# Таксин (король Сиама)
Таксин, также Таксин Великий (тайск. สมเด็จพระเจ้าตากสินมหาราช, 17 апреля 1734, Аюттхая — 6 апреля 1782, Тхонбури) — король Сиама с 1768 по 1782 год, освободитель Сиама от бирманского правления. Перенёс столицу Сиама из разрушенной Аютии в Тхонбури.

## Происхождение
Таксин родился в Аютии, тогда столице Сиама, в семье сборщика налогов, китайского иммигранта, и тайки. При рождении получил имя Син («сокровище»). В возрасте семи лет начал обучение при буддийском монастыре. В возрасте четырнадцати лет поступил пажом к царю Сиама. Продвинулся до вице-правителя, а затем правителя провинции Так, в результате чего получил имя Так-Син («Сокровище Така», в современной литературе дефис опускается). Позже стал правителем провинции Кампаенгпхет и вернулся в Аютию. 
Когда бирманцы осадили Аютию, Таксин возглавил оборону города, а когда положение стало безнадёжным, прорвал осаду и во главе небольшой армии вышел из города. Детали этой военной операции до сих пор не выяснены. После падения и разорения Аютии в 1767 году и гибели царя, Сиам оказался разделённым на несколько частей, из которых Таксин контролировал прибрежную часть.
Возглавив борьбу с Бирмой, Таксин стал лидером деревенской элиты юга. Также поддержку ему оказывала китайская торговая община Сиама. Постепенно ему удалось объединить страну и изгнать бирманцев. Последним эпизодом войны была битве при Чантхабури 15 июня 1767 года. Таксин почитается в Таиланде как национальный герой.

## Король Сиама
После разорения Аютии Таксин решил не возвращаться туда, а перенести столицу в Тхонбури. 28 декабря 1768 года он был коронован как король Сиама. Через два года он начал войну против династии Нгуен за контроль над Южной Камбоджей, которая закончилась победой в 1773 году. В последующие годы Таксин установил контроль Сиама над Чиангмаем и поставил Камбоджу в вассальную зависимость от Сиама. Он установил отношения с Китаем и способствовал переселению китайцев в Сиам.
Вокруг Таксина стала формироваться новая правящая элита, втавшая на путь реформ. Осуждению с её стороны подвергся буддийский образ жизни, при котором не поощрялись торговля и предпринимательство, в противовес конфуцианскому. На должности в государственном аппарате стали назначаться не только выходцы из семей служилого сословия, но и представители зажиточных сельских верхов и торговых общин. Экономические интересы новой элиты способствовали изменению структуры хозяйства в южных районах. Однако остальные области сохраняли традиционный характер производства, основанный на труде общинников.

## Смещение с трона
Внутри страны Таксин был известен как авторитарный и жестокий правитель. В 1781 году он начал проявлять признаки религиозного фанатизма на грани помешательства. Он провозгласил себя новым Буддой и приказывал сечь тех, кто отказывался признавать его Буддой. В ситуации, когда над страной постоянно висела угроза бирманского нападения, деятельность Таксина вызвала резкое недовольство среди правящей верхушки. В марте 1782 года группа высших чиновников во главе с бывшим соратником Таксина, Буддхой Йодфой Чулалоке, будущим королём Рамой I, установила контроль над Тхонбури, объявила короля сумасшедшим и 6 апреля 1782 года сместила его с трона. Таксин обратился с просьбой разрешить ему уйти в монахи, но, по практике, сложившейся ещё в Аютийский период, чтобы исключить возможность восстания во главе с бывшим монархом, бывшего короля казнили вместе с небольшой группой верных сторонников. Так как кровь короля по традиции не могла упасть на землю, Таксина посадили в бархатный мешок и забили до смерти палками.
В 1981 году кабинет министров Таиланда постановил присвоить Таксину титул «Великий». 28 декабря, день его коронации, хоть и не является национальным праздником, отмечается в его честь. Период правления Таксина в истории Таиланда известен как Тонбурийский.